# Violoncelo
O violoncelo ou, em forma reduzida, celo, é um instrumento musical de corda friccionada, pertencente à família do violino. No seio desta família de instrumentos de orquestra, por seu tamanho e seu registro, o violoncelo ocupa um lugar entre as violas, os contrabaixos e os octobaixos. É um dos instrumentos básicos e fundamentais da orquestra dentro do grupo das cordas, realizando normalmente as partes graves, ainda que sua versatilidade também permita realizar partes melódicas. É considerado um dos instrumentos de corda cuja sonoridade mais se aproxima da voz humana.
Ao longo da história da música compuseram-se muitas obras para violoncelo devido a sua grande importância dentro do panorama musical, sendo um instrumento básico em muitas formações (sobretudo em quartetos).

## Etimologia
O termo violoncelo vem do italiano violoncello, significando "pequeno violone", o violone (lit.  "violão", aumentativo de viola) sendo um membro grande da família da viola da gamba. O tocador de violoncelo chama-se violoncelista ou celista.

## Execução
O violoncelista toca o violoncelo sentando-se em uma cadeira ou um taburete e posicionando o instrumento entre as pernas, enquanto o apoia no solo por meio do suporte de metal chamado espigão. As notas são extraídas friccionando as cordas com um arco.

## Obras significativas
- Com orquestra:

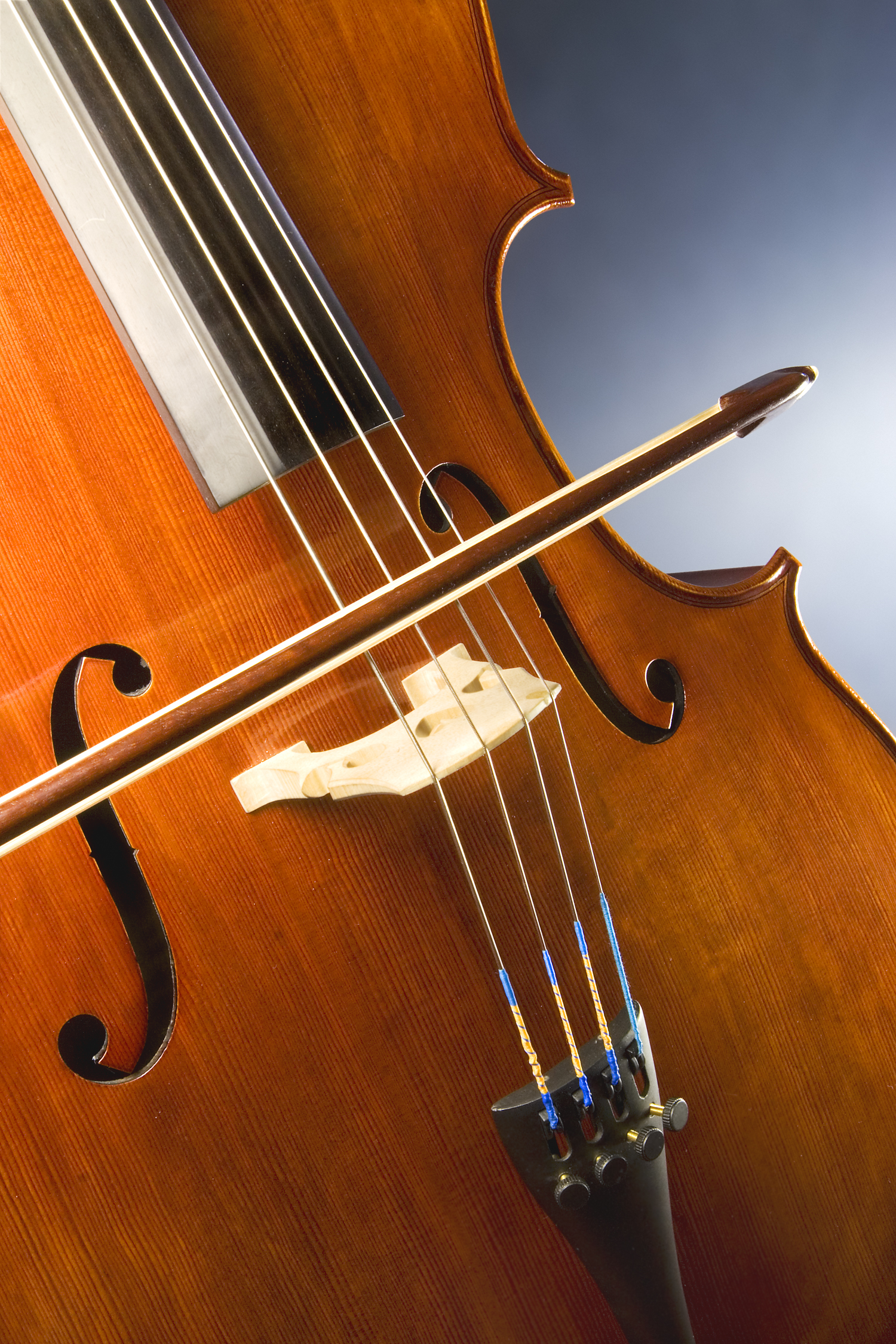
Detalhe do cavalete de um violoncelo

  - Ludwig van Beethoven: Sinfonia Nº 5 (segundo movimento).
  - Johannes Brahms: Concerto para piano e orquestra Nº 2 (terceiro movimento).
  - Richard Strauss: Don Quixote (também com presença significativa de uma viola).
  - Dmitri Shostakovich: Concerto No.1 para violoncelo em Mi bemol Maior.
  - Ludwig van Beethoven: Sinfonia Nº 9 ( 2º Movimento).
  - Heitor Villa-Lobos: Concertos Nº 1 e Nº 2 e, Fantasia para Cello e Orquestra.

Como solista:
- - Ludwig van Beethoven: Concerto triplo (para violino, violoncelo e piano).
  - Antonio Vivaldi: dezenas de concertos.
  - Luigi Boccherini: doze concertos.
  - Robert Schumann: um concerto para violoncelo e orquestra.
  - Camille Saint-Saëns: dois concertos, e o movimento "The Swan" da peça "Carnaval dos Animais".
  - Antonín Dvořák: um concerto para violoncelo e orquestra
  - Johann Sebastian Bach: Seis suites para Violoncelo solo e três sonatas para violoncelo e cravo.
  - Max Reger: Três suites para violoncelo solo.
  - Edward Elgar: Concerto para violoncelo em Em - op 85.
  - Max Bruch: Kol Nidrei - op.47.
  - Heitor Villa-Lobos: Bachianas Brasileiras Nº 1 e Nº 5.
  - Franz Joseph Haydn: Cello Concerto N° 1 e N° 2.